# Mamelouks de la Garde impériale
Vous lisez un « article de qualité » labellisé en 2014.  Il fait partie d'un « bon thème ».
Pour un article plus général, voir Cavalerie de la Garde impériale (Premier Empire).
Les mamelouks de la Garde impériale sont une unité de cavalerie légère d'origine égyptienne, créée par Napoléon Bonaparte à son retour d'Égypte, et en service dans l'armée française de 1801 à 1815. Ce corps est la troisième formation de cavalerie intégrée dans la Garde impériale et son premier élément étranger. Initialement recrutés lors de la campagne d'Égypte, les mamelouks sont rapatriés avec les troupes françaises en métropole où ils sont organisés en un escadron, réduit ensuite à une simple compagnie.
Durant le Premier Empire, les mamelouks sont adjoints au régiment des chasseurs à cheval de la Garde impériale. Leur premier engagement d'envergure a lieu lors de la bataille d'Austerlitz, où ils contribuent à la déroute de la cavalerie de la Garde impériale russe. Après s'être distinguée à plusieurs reprises en Pologne, la compagnie part en 1808 pour l'Espagne et prend une part active à la répression du soulèvement du Dos de Mayo, pendant laquelle les mamelouks affrontent les insurgés espagnols dans les rues de Madrid. La petite unité participe ensuite à la campagne d'Autriche en 1809, puis à celle de Russie en 1812, toujours à la suite des chasseurs à cheval. L'année suivante, devenus le 10e escadron des chasseurs, les mamelouks se signalent à Reichenbach, Hanau et lors de la campagne de France en 1814.
Après l'abdication de Napoléon, quelques mamelouks accompagnent l'Empereur déchu sur l'île d'Elbe tandis que la plupart des membres de l'unité intègrent le corps royal des chasseurs de France. L'escadron est remis sur pied pendant les Cent-Jours et est présent à Waterloo aux côtés des chasseurs à cheval de la Garde. Au retour du roi, les « vrais » mamelouks sont finalement renvoyés au dépôt de Marseille : beaucoup d'entre eux y sont assassinés lors d'un massacre au cours de la Terreur blanche de 1815. En 1830, une poignée de survivants accompagne les troupes françaises au début de la conquête de l'Algérie en qualité d'interprètes.

## Origine

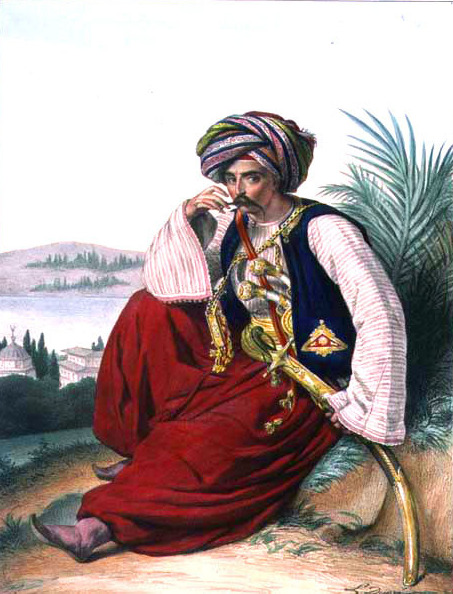
Mameluk, lithographie de Louis Dupré, 1825.

Aux alentours des années 1230, le sultan d'Égypte, désireux de créer un corps de soldats dévoués à sa personne, achète aux Mongols d'Ögödei un grand nombre de jeunes esclaves capturés au cours de leurs conquêtes. Ces garçons, convertis à l'islam, reçoivent ensuite une éducation militaire dans laquelle ils apprennent le maniement des armes et l'équitation. Cet entraînement terminé, ils intègrent le corps des mamelouks placé directement sous l'autorité du sultan. En 1250, ils prennent le pouvoir en Égypte et conservent un statut indépendant pendant les deux siècles à venir. Le pays est finalement envahi par les Ottomans au début du XVIe siècle et les mamelouks, battus, doivent accepter la présence d'un pacha qui dirige le territoire en lien étroit avec Constantinople.
Avec le déclin progressif de la puissance ottomane, cependant, le pacha voit son influence se réduire de manière considérable alors que l'Égypte est en proie à une grave instabilité politique. Lorsque l'armée française du général Napoléon Bonaparte débarque sur les côtes égyptiennes en 1798, le pays est contrôlé par un duumvirat, Mourad Bey et Ibrahim Bey. Vainqueurs des autres chefs mamelouks au terme d'une longue lutte, ils se sont partagés le pouvoir en 1785, avec Ibrahim chargé des tâches administratives et Mourad au commandement de l'armée mamelouke. Les mamelouks jouissent alors d'un très grand prestige dans la société égyptienne : selon Darcy G. Grigsby, « ils sont définis par leur importante fonction militaire, leur costume et des caractéristiques supérieures qui les font considérer comme les membres d'une véritable élite ».

## Campagne d'Égypte
En 1798, Napoléon Bonaparte débarque à Alexandrie avec environ 40 000 hommes et entreprend la conquête de l'Égypte. Mourad Bey rassemble ses cavaliers et tente de l'arrêter à Chebreiss, puis à la bataille des Pyramides. À chaque fois, les mamelouks se heurtent à la discipline et la puissance de feu des Français, formés en carré, et essuient de lourdes pertes. Mourad et le reste de ses troupes s'enfuient en Haute-Égypte. Bonaparte ordonne au général Desaix de les poursuivre, tandis que lui-même entre au Caire et soumet la population. Cependant, la destruction de la flotte française à Aboukir compromet la situation, car il ne peut plus, dès lors, compter sur des renforts venus de France. Il décide donc d'utiliser au mieux les ressources que lui offre l'Égypte et, en septembre 1798, décrète que tous les mamelouks âgés de huit à seize ans, ainsi que les esclaves des mamelouks de la même tranche d'âge, doivent être incorporés dans l'armée française. Après sa victoire d'Aboukir en 1799, jugeant sa présence plus importante à Paris, Bonaparte laisse le commandement de l'armée d'Orient au général Kléber et revient en France accompagné d'une partie de son état-major.
Sur place, Kléber continue à s'adjoindre les services des mamelouks. En novembre 1799, les officiers d'ordonnance français auprès des généraux sont remplacés par des mamelouks qui remplissent les mêmes fonctions. À la fin du mois de février 1800, ce sont ainsi 278 mamelouks qui combattent aux côtés de l'armée d'Orient. Le général Menou, successeur de Kléber après l'assassinat de ce dernier, poursuit l’œuvre de son prédécesseur en créant deux compagnies de janissaires syriens et une compagnie de mamelouks destinés à servir de troupes auxiliaires. En octobre 1800, ces trois compagnies sont fusionnés en un seul régiment, appelé « régiment de Mamelouks de la République », organisé de manière similaire aux unités de cavalerie françaises. En 1801, la situation des Français devient préoccupante : un corps expéditionnaire britannique, commandé par le général Abercromby, débarque en Égypte et bat l'armée française à Canope le 21 mars. Menou capitule en août et ses troupes embarquent à destination de la France. Elles sont accompagnées de 760 mamelouks, janissaires syriens et soldats de la légion grecque, autorisés à suivre l'armée française avec leurs familles.

## En France

### Organisation
« C'étaient des hommes de toutes les races et de toutes les couleurs : montagnards de Géorgie et de Circassie ou bien cavaliers de Crimée, d'Arabie, de Syrie (incluant probablement des Arméniens), d'Égypte, d'Abyssinie, du Darfour (dont vraisemblablement une majorité de noirs), d'Albanie, des provinces turques des Balkans, de Hongrie, de Malte, de Tunisie et d'Algérie. Deux de leurs officiers étaient originaires de Bethléem. »

— John R. Elting, historien américain, au sujet de la composition du corps des mamelouks.

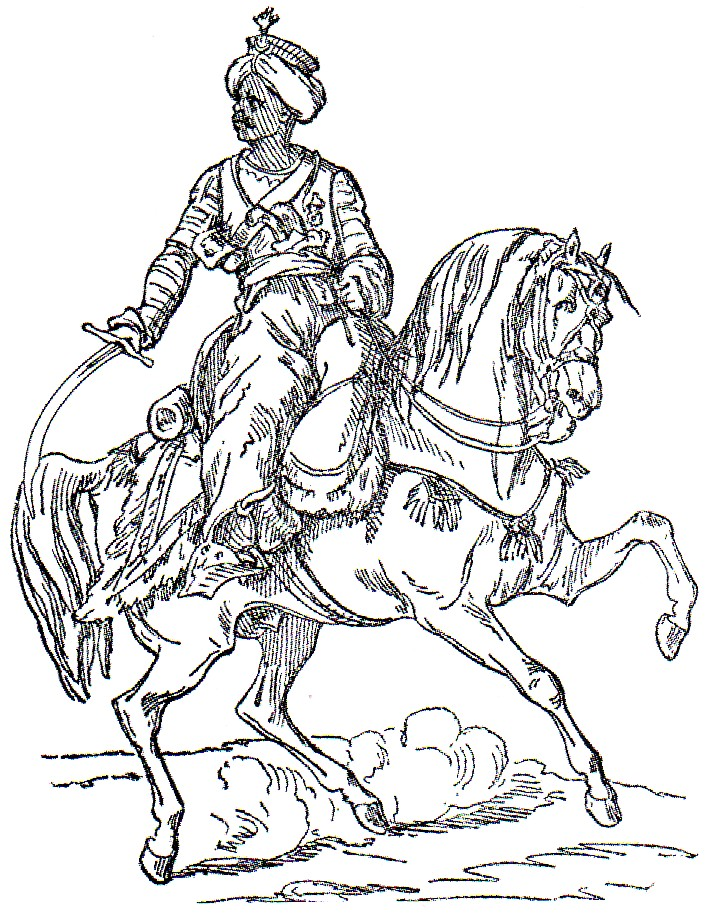
Mamelouk à cheval de la Vieille Garde, par Adolphe de Chesnel, 1861.

Le 13 octobre 1801, Napoléon ordonne à son aide de camp, le colonel Jean Rapp, d'organiser un escadron de 240 cavaliers choisis parmi les réfugiés en provenance d'Égypte. À son arrivée à Marseille, Rapp constate qu'un certain nombre d'entre eux sont âgés ou indisciplinés, ce qui incite Napoléon à ramener l'effectif à 150 hommes au début de l'année 1802. La quasi-totalité de ce nouveau corps, à l'exception de quelques officiers français, est composé des mamelouks ainsi que des soldats syriens ou coptes ayant combattu avec les troupes françaises en Égypte. À cette période, le Premier consul souhaite que les mamelouks lui servent d'escorte personnelle sans qu'ils fassent partie de la Garde consulaire. Ce n'est que le 15 avril 1802 que l'escadron est intégré à la Garde, sous la forme de deux compagnies de 80 hommes. Le 1er octobre, l'unité est réorganisée et totalise cette fois 13 officiers et 159 hommes, ainsi qu'un timbalier. Cet effectif comprend :
- un état-major, composé d'un colonel, un capitaine quartier-maître, un capitaine chargé de l'administration, un lieutenant-instructeur, un sergent-major, un adjudant, un vétérinaire, un chef trompette, un maître-sellier, un maître-tailleur, un maître-bottier et un maître-armurier ;
- deux compagnies, chacune composée d'un capitaine, un lieutenant en premier, un lieutenant en second, un sous-lieutenant, un maréchal des logis-chef, quatre maréchaux des logis, un fourrier, huit brigadiers, deux trompettes, cinquante-neuf mamelouks et un intendant.

Peu après, les mamelouks font route jusqu'à Melun où ils s'installent dans l'actuel quartier Augereau, tandis que les réfugiés inaptes au service restent à Marseille avec leurs familles. Début mai 1803, Rapp quitte le corps et est d'abord remplacé par le colonel Pierre Louis Dupas puis, le 29 août, par le capitaine Charles Delaitre. Le 21 janvier 1804, les mamelouks sont rattachés aux chasseurs à cheval de la Garde consulaire, qui devient la Garde impériale au mois de mai. Ils sont finalement annexés dans les chasseurs à cheval sous la forme d'une compagnie de 125 hommes. La solde est de 457,50 francs pour les cavaliers et entre 2 et 4 000 francs pour les officiers. Les sommes allouées aux mamelouks sont au départ moins élevées que chez les chasseurs en raison du coût des uniformes, mais elles augmentent avec le temps. Quant aux chevaux, ils ne proviennent pas d'Égypte mais sont ceux utilisés par les chasseurs à cheval.

### Les mamelouks dans la société française
À l'arrivée des mamelouks en France, le contact des cultures ne se fait pas sans heurts. Le capitaine Ibrahim Bey, perdu dans le quartier des Halles à Paris, abat à coups de pistolets deux civils qui se moquaient de sa tenue insolite. Présenté devant Napoléon pour expliquer son geste, il affirme avoir agi comme il l'aurait fait en de pareilles circonstances en Égypte. L'arrivée des mamelouks à Melun engendre également plusieurs altercations entre la population française et les nouveaux arrivants. Napoléon est en outre attentif aux préjugés déplaisants véhiculés par les mamelouks — sauvagerie, brutalité, sexualité douteuse —, dont il craint qu'ils ne portent atteinte à la stabilité de son régime. La propagande antibonapartiste a ainsi tôt fait de présenter les guerriers d'Orient comme les hommes à tout faire du chef de l'État et leur attribue, entre autres méfaits, l'assassinat d'opposants politiques tels que le duc d'Enghien ou le général Pichegru. Ces considérations n'empêchent pas les cavaliers égyptiens de défiler régulièrement en tête des parades militaires, une politique encouragée par Napoléon qui entend symboliser à travers eux la grandeur de son empire. Darcy G. Grigsby écrit : 

« Les raisons de Bonaparte pour continuellement mettre en avant les mamelouks ne sont pas difficiles à expliquer. Les mamelouks à Paris étaient tout simplement des trophées de conquête. Le puissant et féroce ennemi avait été ramené au pays et transformé en serviteur domestiqué, en ornement luxuriant et en chien de garde obéissant. »

En parallèle, les mamelouks suscitent l'enthousiasme de la population française. À l'occasion d'un défilé en juillet 1802, le Journal des débats note que « les Mameluks n'ont pas moins excité les regards du public par la nouveauté du spectacle que présentaient leur costume et leur tenue singulière ». Leurs costumes orientaux, colorés et richement brodés, sont admirés par les spectateurs pendant les cérémonies du sacre de Napoléon. La mode vestimentaire des habits « à la mamelouke », caractérisée par le port de turbans et de tuniques à manches longues, fait fureur au sein de la gent féminine tandis que l'armée s'entiche de tenues au style oriental pour les timbaliers de la cavalerie et du sabre « à la turque » particulièrement prisé chez les officiers de toute arme. Ils sont également figurés dans des pièces de théâtre, la porcelaine ou les services de table. Enfin, ils attirent l'attention de peintres réputés comme Carle Vernet, dont les nombreuses représentations de mamelouks connaissent le succès dans les salons parisiens, ou encore Anne-Louis Girodet qui, pour la réalisation de son tableau consacré à la révolte du Caire, demande à plusieurs d'entre eux de lui servir de modèle.

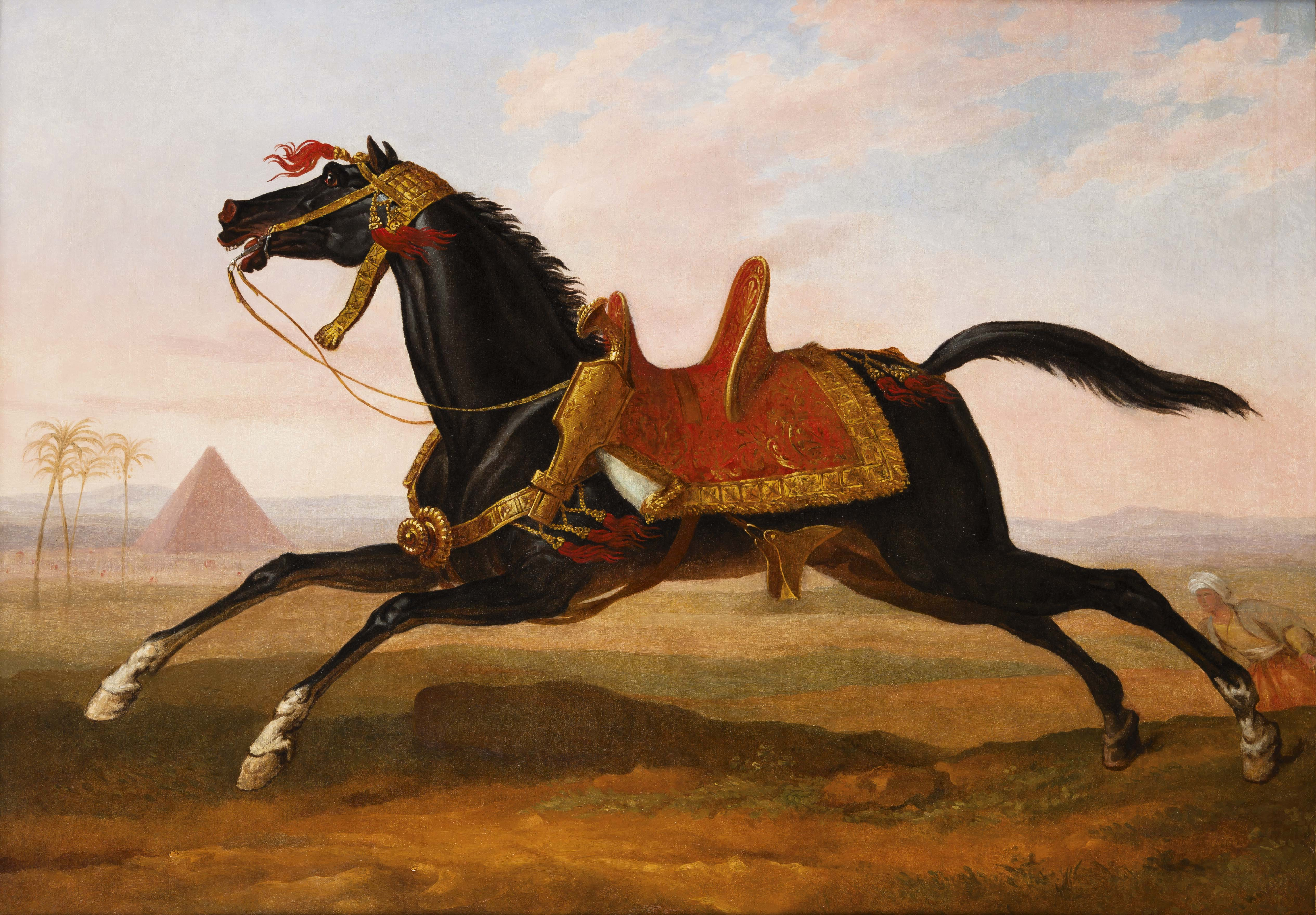
Cheval mamelouk, huile sur toile de Carle Vernet.

## Campagnes militaires

### D'Austerlitz à Eylau

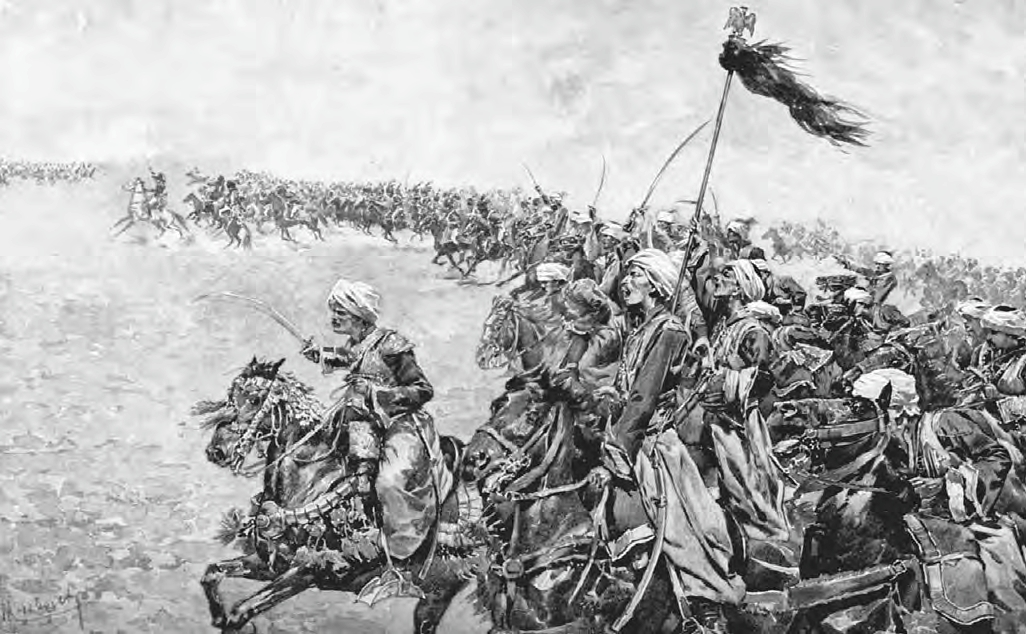
Sur cette peinture de Felician Myrbach, les mamelouks chargent la cavalerie russe du grand-duc Constantin aux côtés des chasseurs à cheval de la Garde lors de la bataille d'Austerlitz.

À la bataille d'Austerlitz, les mamelouks sont en réserve, sous les ordres de Rapp, avec le reste de la cavalerie de la Garde, lorsque la cavalerie russe charge sur le plateau de Pratzen et disperse deux régiments français de la division Vandamme. Après une contre-attaque sans succès de deux escadrons de chasseurs à cheval appuyés par trois escadrons de grenadiers, Napoléon ordonne à Rapp de charger à la tête des deux derniers escadrons de chasseurs et des mamelouks afin de rétablir la situation. Ces derniers se lancent dans la mêlée, mais l'impact de leur charge est affaibli par la masse d'hommes et de chevaux. Le lieutenant Renno s'élance sur un carré russe et y ouvre une brèche, rapidement exploitée par les mamelouks qui enfoncent la formation et font 120 prisonniers. Forts de ce succès, les cavaliers de Rapp s'emparent d'une batterie avant de contribuer à la déroute de la cavalerie de la Garde impériale russe. À la suite de cet affrontement victorieux, deux mamelouks viennent, chacun, jeter un étendard ennemi au pied de Napoléon. L'un d'entre eux, Mustapha, se lamente au pied de l'Empereur : « Ah ! si moi joindre prince Constantin [frère du Tsar], moi couper tête et moi la porter à l'Empereur… ». Les pertes de la compagnie s'élèvent à un mort et cinq blessés.
Les mamelouks ne participent pas aux batailles d'Iéna et d'Auerstaedt, mais entrent dans Berlin le 27 octobre 1806. À Pultusk, ils chargent la cavalerie russe, perdant 20 hommes blessés. À la bataille d'Eylau, ils participent sous le commandement du capitaine Renno à la charge de la cavalerie de la Garde menée par le maréchal Bessières, à la suite des grenadiers et des chasseurs à cheval. Cet engagement leur coûte quatre officiers et cinq mamelouks blessés. À la suite du départ du chef d'escadron Delaitre, nommé major des chevau-légers polonais de la Garde en avril 1807, le capitaine Renno assure le commandement par intérim.

### Dans la péninsule Ibérique

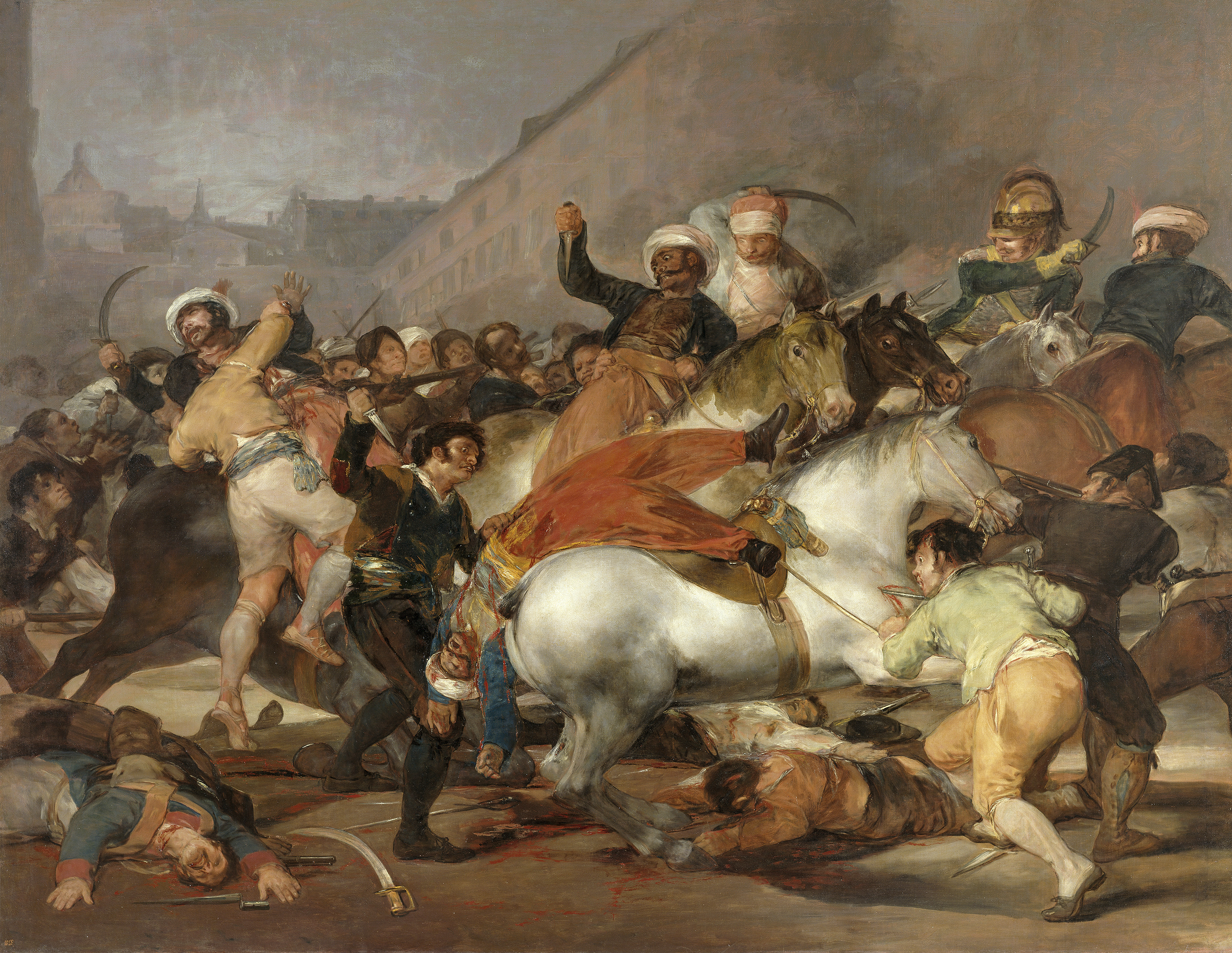
El dos de mayo de 1808 en Madrid par Francisco de Goya, également intitulé « La charge des mamelouks ». Les pertes de la compagnie restent limitées, contrairement à ce que suggère cette représentation.

En 1808, Napoléon ordonne au maréchal Murat d'entrer en Espagne et d'occuper Madrid. Les mamelouks participent à cette expédition. Profondément catholique, la population espagnole garde le souvenir de l'occupation du pays par les Maures jusqu'à la fin du XVe siècle, et est offensée par la présence des musulmans qui entrent dans la capitale le 24 mars 1808. L'abdication du roi Charles IV puis de son fils Ferdinand au profit de Joseph Bonaparte, le frère de l'Empereur, accentue les tensions entre les Espagnols et les Français. 
Au mois d'avril, la compagnie de mamelouks compte 86 hommes. Désireux d'augmenter cet effectif, le chef d'escadron Daumesnil, commandant le détachement des chasseurs de la Garde en Espagne, demande la permission d'enrôler des étrangers, anciens mamelouks mais aussi grecs ou espagnols, ce à quoi Napoléon s'oppose : « j'ai créé ce corps pour récompenser ces hommes qui m'ont servi en Égypte, et non pas pour en faire un ramassis d'aventuriers ». Le 2 mai, les Madrilènes se révoltent et attaquent les soldats isolés. Murat ordonne alors à la cavalerie de pénétrer dans la ville pour réprimer l'émeute. Les chasseurs à cheval de la Garde conduits par Daumesnil s'avancent les premiers, suivis par les mamelouks et le reste de la cavalerie de la Garde. Passant par la rue d'Alcala où ils reçoivent des jets de pierres, les cavaliers français atteignent la Puerta del Sol où de nombreux Espagnols se sont rassemblés.
L'arrivée des mamelouks sonne le commencement d'une lutte « sans merci ». Les Madrilènes agressent les cavaliers avec des couteaux, sautent en croupe derrière eux et tentent de les désarçonner. De leur côté, les mamelouks ripostent à coups de cimeterre et font « en un instant voler une centaine (sic) de têtes » selon le récit de Marbot. Dans la mêlée, le lieutenant Chahin sauve le chef d'escadron Daumesnil qui a roulé au sol après la mort de son cheval, avant d'être touché à son tour ; les habitants d'une maison de la rue San Geronimo sont également massacrés par les mamelouks en représailles de la mort de deux de leurs camarades. À l'issue des affrontements, la compagnie a ses cinq officiers blessés ainsi que trois cavaliers tués ou mortellement atteints, pertes que Ronald Pawly considère comme « relativement limitées » par rapport aux représentations du peintre Goya. Edward Ryan ne mentionne pour sa part que deux tués.
En juillet, les mamelouks et chasseurs de Daumesnil servent d'escorte au roi Joseph lors de son premier bref séjour à Madrid. Quelques mois plus tard, en novembre 1808, Napoléon entre en Espagne à la tête de la Grande Armée afin de chasser les Anglais de la péninsule. Les mamelouks, qui ont entre-temps participé à la bataille de Medina de Rioseco, prennent part à la poursuite des troupes britanniques en retraite vers La Corogne. Le 29 décembre, ils arrivent à Benavente où la cavalerie adverse d'arrière-garde de Lord Paget est positionnée. Les trois escadrons de chasseurs à cheval de la Garde et le détachement des mamelouks, sous les ordres du général Lefebvre-Desnouettes, franchissent la rivière Esla et chargent en direction de la ville, mais Paget prend les Français de flanc et parvient à les repousser. Ce revers coûte aux mamelouks deux tués — dont le lieutenant Azaria —, deux blessés et un prisonnier.

### Seconde campagne d'Autriche et retour en Espagne
En 1809, après avoir regagné leur garnison de Melun, la compagnie de mamelouks rejoint la Grande Armée afin de prendre part à la campagne d'Autriche. Ils manquent la bataille d'Essling mais participent à celle de Wagram, où le mamelouk Baraka est blessé. La campagne d'Autriche terminée, les mamelouks reçoivent l'ordre de repartir pour l'Espagne. Sans être engagés directement en première ligne dans les batailles, ils luttent activement contre la guérilla, ce qui leur cause plusieurs pertes. Ils s'illustrent également à Prádanos, le 24 mai 1809, où une charge de la compagnie menée par le capitaine Renno permet la capture d'une centaine de soldats espagnols. Le 1er mars 1812, la compagnie, qui ne compte plus que 55 hommes, quitte définitivement la péninsule pour rejoindre l'armée cantonnée en Pologne, en prévision de la campagne de Russie.

### Dernières campagnes: Russie, Allemagne et France

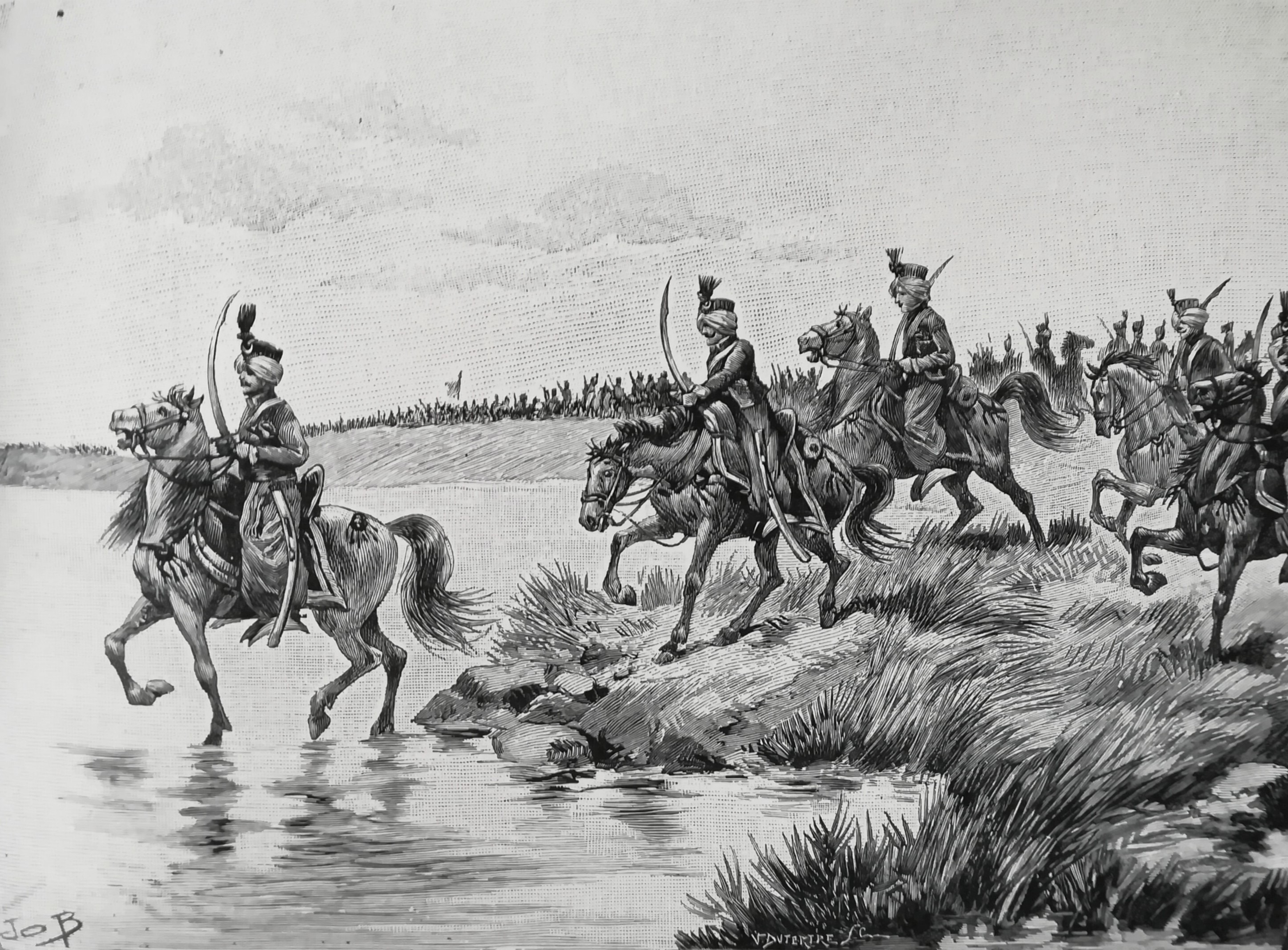
Les mamelouks de la Garde en campagne. Illustration de Job.

Le 1er juillet 1812, peu après l'entrée de l'armée française en Russie, l'effectif de la compagnie est porté à 109 cavaliers. Les mamelouks, comme le reste de la Garde impériale, ne sont pas engagés activement dans la première phase de la campagne. Napoléon arrive à Moscou mi-septembre mais doit en repartir le mois suivant à l'arrivée de l'hiver. Lors de cette retraite, les mamelouks ont leur premier engagement sérieux à Gorodnia le 25 octobre, au cours duquel ils contribuent à dégager l'Empereur d'une attaque des cosaques. Le chef d'escadron Kirmann est blessé à cette occasion. Dès cette période, leurs pertes s'accentuent : au 16 décembre 1812, 34 hommes sont déclarés morts, prisonniers ou disparus.

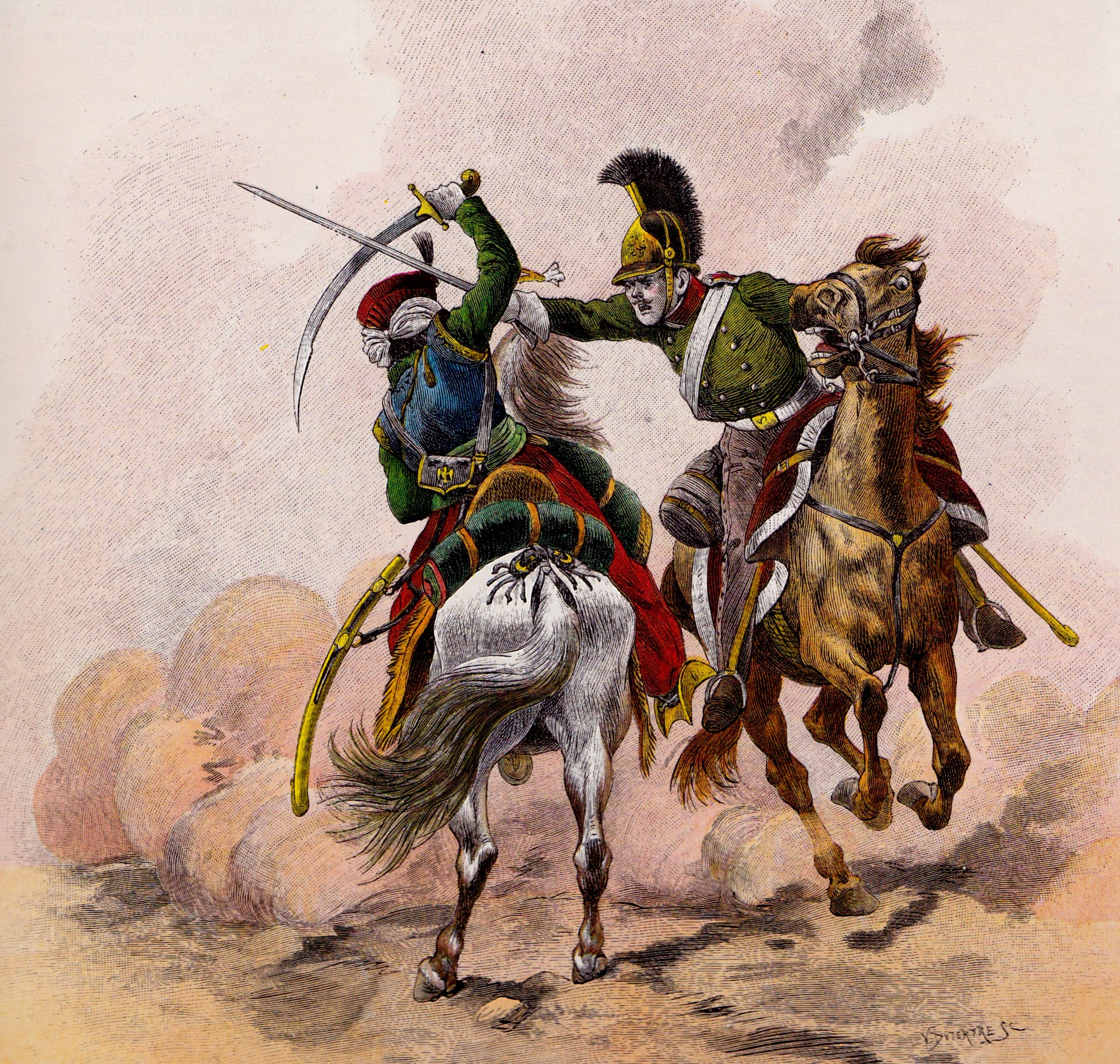
Un mamelouk de la Garde impériale affronte un dragon russe. Illustration de Job.

Les pertes subies dans cette campagne imposent une réorganisation de la cavalerie de la Garde. Le 18 janvier 1813, la compagnie des mamelouks devient le 10e escadron des chasseurs à cheval de la Garde. Ce dernier est composé de la 1re compagnie, rattachée à la Vieille Garde, et de la 2e compagnie, intégrée à la Jeune Garde et comprenant essentiellement des conscrits. Jusqu'en juin 1813, les mamelouks restent en retrait des batailles et assurent la protection de l'Empereur. Ils se distinguent toutefois le 22 mai à la bataille de Reichenbach lorsque, envoyé en soutien des lanciers polonais à la tête des chasseurs à cheval, l'escadron se déploie face à une brigade de cuirassiers russes et délivre une salve de carabine à courte portée, faisant fuir ses adversaires. Au mois d'octobre, les mamelouks sont présents à la bataille de Leipzig où l'un des leurs est fait prisonnier. Napoléon, défait, ordonne la retraite vers la France. Le 30 octobre, les Bavarois s'interposent à Hanau pour stopper l'armée française. Au cours des charges successives menées par la cavalerie de la Garde contre la cavalerie et l'artillerie adverses, les mamelouks perdent le chef d'escadron Abdallah, sur blessure. Au total, 59 cavaliers de l'escadron meurent lors de la campagne d'Allemagne.
Malgré ces pertes, les mamelouks s'illustrent encore en 1814 lors de la campagne de France. Ils font le coup de sabre au premier combat de Saint-Dizier le 27 janvier. Arrivés le 10 février près de Montmirail avec Napoléon, ils chargent le lendemain à la suite des dragons de la Garde de Letort ; ces derniers enfoncent plusieurs carrés russes dont les fuyards sont taillés en pièces par les mamelouks et les grenadiers à cheval. Ils sont présents à la bataille de Château-Thierry le 12 février et à celle d'Arcis-sur-Aube les 20 et 21 mars, où le mamelouk Riva est blessé huit fois. Trois jours plus tard, les Alliés décident de foncer sur Paris et bousculent les troupes des maréchaux Mortier et Marmont à Fère-Champenoise le 25 mars. Le contingent russe du général Wintzingerode, chargé de faire diversion, est mis en déroute par Napoléon à Saint-Dizier le 26 mars ; un peloton de mamelouks, qui charge avec la cavalerie de la Garde, s'y empare d'une batterie de 18 canons,. Cependant, le 30 mars, les armées coalisées attaquent la capitale. Le général Dautancourt prend le commandement de la cavalerie de la Garde présente à Paris, qui rassemble grenadiers à cheval, chasseurs, dragons, mamelouks, lanciers et éclaireurs polonais. Cette troupe disparate prend part à la défense de Clichy puis de la butte Montmartre, avant de se replier sous le feu des canons adverses.

### Île d'Elbe et Cent-Jours
À la suite de l'abdication de Napoléon Ier et la restauration des Bourbons, la compagnie de mamelouks de la Vieille Garde est intégrée au Corps royal des chasseurs de France, essentiellement composé des ex-chasseurs à cheval de la Garde. À cette date, sur les 41 cavaliers que compte encore l'unité, seuls 18 sont de véritables mamelouks de la campagne d'Égypte. La compagnie de Jeune Garde est versée dans le 7e régiment de chasseurs à cheval ; en outre, un officier et sept mamelouks accompagnent l'Empereur sur l'île d'Elbe au sein de l'escadron des lanciers polonais de la Garde. Lors des Cent-Jours, les réfugiés du dépôt de Marseille accueillent avec enthousiasme le retour de Napoléon. Un décret du 24 avril 1815 réorganise l'escadron des mamelouks en deux compagnies : les mamelouks qui servent au Corps royal des chasseurs de France y sont intégrés, ainsi que 94 autres mamelouks ayant repris du service. Au total, l'unité compte approximativement 120 hommes. Le commandant en est le chef d'escadron Kirmann. En juin 1815, aux côtés des chasseurs à cheval de la Garde, les mamelouks participent à la campagne de Belgique où ils sont présents à Ligny et Waterloo. Aucune perte n'est à déplorer au cours de cette campagne.
Sous la Seconde Restauration, les vrais mamelouks rejoignent leurs familles installées à Marseille. Lors de la Terreur blanche de 1815, des citoyens marseillais royalistes s'en prennent à la communauté des réfugiés et de nombreux mamelouks périssent assassinés par la foule ; l'effectif de la population du dépôt est amputé des deux tiers. Une partie d'entre eux repartent alors pour l'Égypte avant de rentrer en France peu après par crainte des représailles des Turcs, tandis que les autres sont regroupés sur l'île Sainte-Marguerite par ordre des autorités. Après ces événements, la plupart des anciens mamelouks en sont réduits à vivre dans une grande pauvreté. Quatre d'entre eux, anciens officiers du corps, participent en 1830 à la conquête de l'Algérie en qualité d'interprètes. Au total, 577 mamelouks ont servi dans ce corps, selon la liste nominative dressée par Jean Savant. L'un des derniers survivants de l'unité, photographié vers 1860, est François Ducel, un Français né en 1789 en Saône-et-Loire et enrôlé dans les mamelouks en mars 1813.

## Chefs de corps

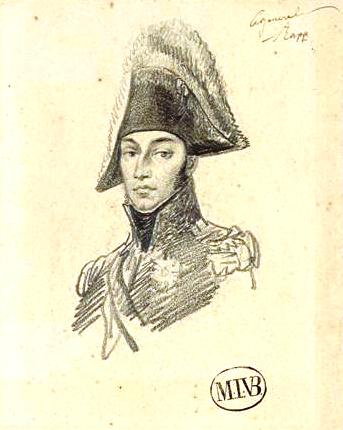
Le général Jean Rapp commande l'escadron des mamelouks de 1801 à 1803. Portrait par Mathieu-Ignace Van Brée.

Par le décret du 13 octobre 1801, le Premier consul ordonne à l'un de ses aides de camp, le colonel Jean Rapp, d'organiser l'escadron des mamelouks et d'en prendre le commandement. Rapp s'acquitte de la tâche et dirige l'escadron jusqu'en mai 1803, date à laquelle il prend la tête du 7e régiment de hussards. Il est remplacé par Pierre Louis Dupas, un officier qui a participé à la prise de la Bastille en 1789 ainsi qu'aux campagnes d'Italie et d'Égypte. Il quitte l'unité après sa promotion au grade de général de brigade le 29 août 1803.
Le capitaine Charles Delaitre succède à Pierre Louis Dupas et est contusionné la veille de la bataille de Pultusk en conduisant l'attaque de ses cavaliers. Le 7 avril 1807, il est nommé colonel-major des chevau-légers polonais de la Garde impériale ; dans l'attente d'un nouveau chef d'escadron, le commandement est exercé par le capitaine Jean Renno. Cet intérim cesse le 10 septembre 1808 lorsque le chef d'escadron François Antoine Kirmann, en provenance des chasseurs à cheval de la Garde, est désigné à la tête de la compagnie des mamelouks. Il occupe ce poste jusqu'à la fin de l'Empire en 1814 ainsi que pendant les Cent-Jours.

## Uniformes
« Ils s'habilleront à la manière de leur nation. »

— Napoléon Ier, à propos de l'uniforme à donner aux mamelouks.
Les uniformes des mamelouks se subdivisent en trois périodes distinctes : de leur arrivée en France jusqu'en 1804, les mamelouks conservent leur tenue orientale, issue de la campagne d'Égypte ; de 1805 à 1813, les effets distribués au corps « ont davantage le caractère d'uniformes » d'après le commandant Bucquoy, qui suppose que cette réglementation plus stricte est apparue à la suite de l'entrée des mamelouks dans la Garde ; enfin, après 1813, la proportion de Français par rapport aux véritables mamelouks devient plus importante, et un uniforme calqué sur la petite tenue des chasseurs à cheval de la Garde est confectionné en plus des vêtements orientaux. 
Les tenues orientales des mamelouks contribuent à faire de cette unité l'une des plus exotiques de la Garde impériale, mais leur aspect pratique a parfois été critiqué. Le prince Eugène de Beauharnais, commandant les chasseurs à cheval de la Garde, écrit par exemple en 1805 que « ces pauvres diables sont outillés à l'orientale et quand il pleut ils font réellement pitié ». Au combat, leur apparence fait néanmoins forte impression chez l'adversaire, comme lors de cet engagement de décembre 1806 dont est témoin le capitaine Parquin : « le costume de ces Mamelouks causa une surprise et une frayeur très grande parmi les Russes, qui crurent être aux prises avec les Turcs ».

### Troupe

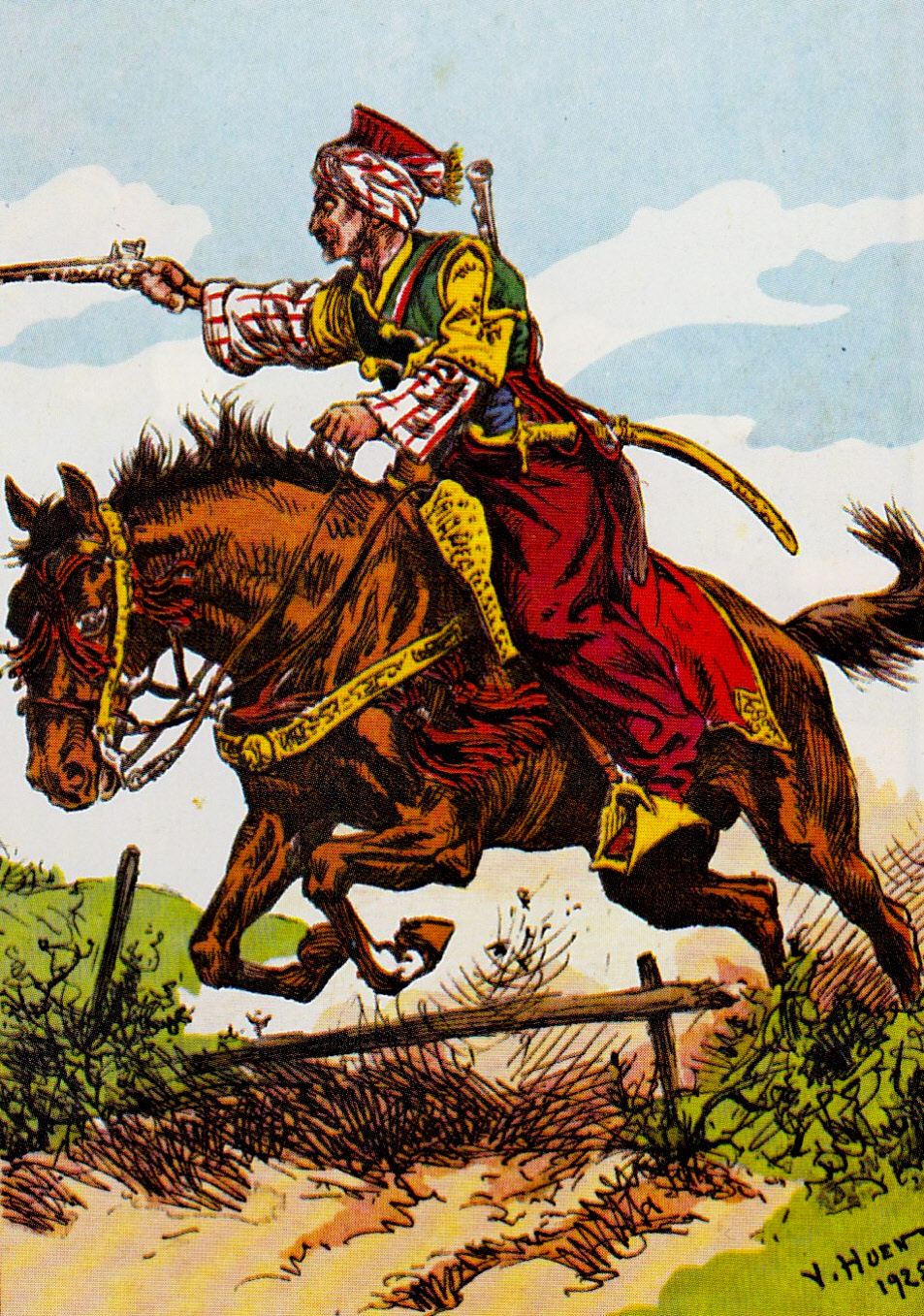
Mamelouk syrien en 1799. Il porte une tenue similaire à celle qu'arborent les mamelouks à leur arrivée en France. Illustration de Victor Huen, 1925.

#### Jusqu'en 1804
Lors de leur organisation entre 1801 et 1802, les mamelouks conservent l'équipement et les vêtements orientaux richement brodés portés en Égypte. Un arrêté du 15 avril 1802 prescrit que la coiffure, le « cahouk », doit être verte, couleur du prophète, en signe de fidélité à la France, bien qu'un certain nombre de sources le montrent rouge,. Ce cahouk est ceint d'un turban coloré.
L'habit comprend le « béniche », chemise à large manche, qui peut être de différentes couleurs et ornée de broderies. Un gilet sans manches appelé « yalek » est porté par-dessus le béniche. Les mamelouks disposent également d'une large ceinture arabe arborant plusieurs couleurs et d'un pantalon très large, le sarouel, entièrement rouge pour tous les membres de l'unité. La teinte des bottes de cuir peut être rouge, jaune ou fauve. En tenue d'été, le pantalon rouge est remplacé par un pantalon de toile blanche, et le turban est en mousseline blanche.

#### 1805-1813

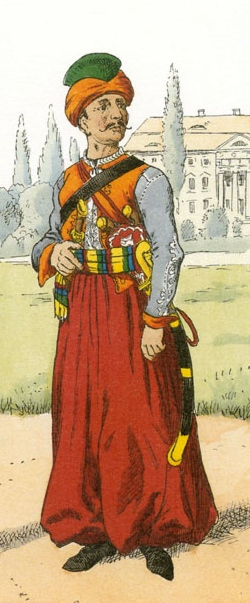
Mamelouk en 1806. Illustration de Richard Knötel.

À partir de 1805, il semble que les tenues des mamelouks sont sujettes à des modifications, perdant un peu de leur aspect oriental pour adopter un profil plus réglementaire. Le cahouk devient rouge ou cramoisi, et le turban perd ses couleurs au profit du blanc. Les ornements de la coiffe sont sujets à caution : la collection alsacienne Würtz indique seulement une cocarde au milieu du cahouk, d'autres collections montrant une étoile à cinq ou six branches surmontant un croissant de lune. L'aigrette noire, placée au sommet du cahouk, est également représentée différemment selon les sources, tantôt d'une seule pièce, tantôt avec une boule ronde à sa base, tantôt issue d'une autre aigrette plus petite et large.
Pour le béniche, il existe différentes couleurs. Il peut être aussi bien jaune ou noir que vert ou bleu. Le collet prend quant à lui une forme plus droite et refermée, dans le style européen. Le yalek est en bleu,, mais un dessin de Martinet montre également la distinctive rouge.

#### Après 1813
Après les lourdes pertes éprouvées pendant la campagne de Russie en 1812, la compagnie de mamelouks se voit renforcée par de nombreux éléments français. Ces derniers reçoivent lors de leur incorporation, à côté du costume oriental habituel, un uniforme à la française calqué sur la petite tenue des chasseurs à cheval de la Garde. Il comprend un bicorne de feutre noir, une veste en drap bleu avec revers de même couleur passepoilés de rouge et un pantalon bleu à bande cramoisie garnie de boutons. L'épaulette et l'aiguillette arborent la distinctive rouge. Cette tenue n'est toutefois distribuée qu'aux nouvelles recrues françaises, les mamelouks orientaux continuant à porter leurs anciens habits. Le commandant Bucquoy note qu'il n'est pas certain que les quelques recrues orientales aient reçu les costumes français.
À côté de ce nouvel uniforme, les mamelouks conservent une tenue orientale qui est probablement portée en campagne. Le cahouk reste rouge et le turban conserve sa couleur blanche. La veste continue de présenter des couleurs multiples, avec des galons en laine. Le gilet est prescrit en drap écarlate avec les mêmes galons. Le sarouel devient amarante, avec des ganses et des tresses en laine.

### Musiciens

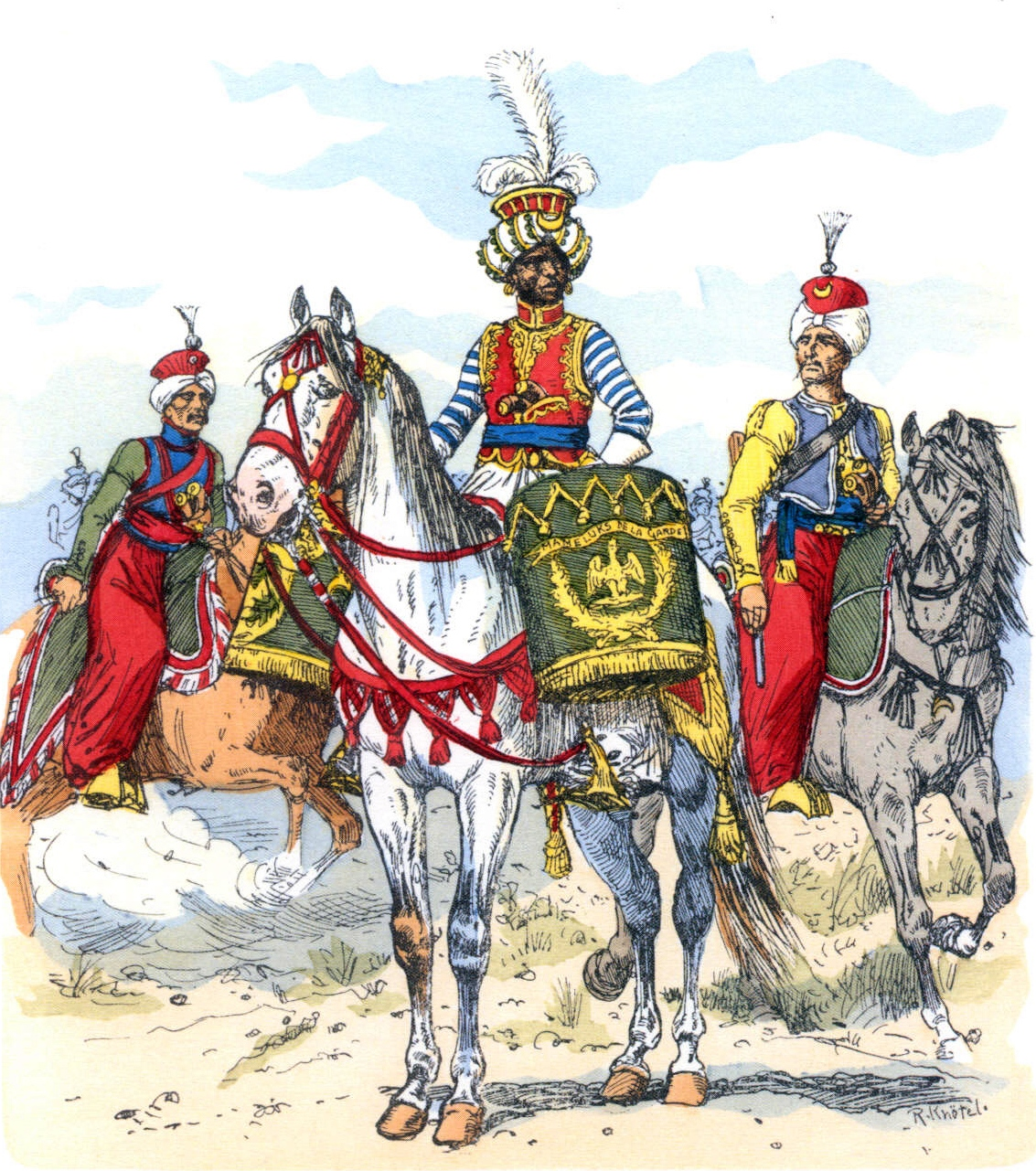
Timbalier et mamelouks, 1808. Illustration de Richard Knötel.

De 1805 à 1813, la coiffure des trompettes comprend le cahouk rouge à aigrette noire, entouré d'un turban blanc. Le béniche est bleu clair, couleur distinctive des trompettes de la cavalerie de la Garde, avec collet de même à galon jaune. Les manches sont décorées de broderies à alternance rouge et or. Le yalek rouge présente également des broderies en fil d'or. La ceinture arabe est bleu clair comme le reste de l'habit. Le pantalon est cramoisi, comme pour la troupe. À partir de 1813, à côté de la tenue orientale, les trompettes reçoivent comme le reste du corps un uniforme à la française qu'ils portent en campagne. Cet uniforme comprend un bicorne noir et un habit en drap bleu clair à revers de même couleur, avec galons à alternance rouge et jaune. L'aiguillette portée à gauche présente la même caractéristique. Cet habit est porté par-dessus un gilet écarlate. Le pantalon de campagne basané, ou charivari, est bleu impérial avec une bande cramoisie garnie d'une rangée de boutons. En tenue de ville, le costume est identique à l'exception du pantalon en matelot bleu clair.
Il existe deux uniformes de timbaliers, correspondant chacun à une période distincte. Le premier, en vigueur de 1805 à 1810, présente un cahouk rouge à rayures dorées, entouré d'un turban blanc à rayures de même et décoré au centre d'un croissant d'or. Cette coiffure est surmontée d'un plumet blanc et de plumes blanches. Pour l'habit, la veste est blanche à rayures bleues, et le gilet est rouge avec galons et broderies d'or, de même que le collet. La ceinture est bleu foncé et le sarouel est en toile blanche. Cette tenue est complétée par des bottes jaunes et des gants blancs. Le second uniforme, porté à partir de 1810 pour le mariage de Napoléon et Marie-Louise jusqu'en 1812, comprend un cahouk rouge à rayures jaunes, ceint à la base d'un turban blanc orné d'un croissant et surmonté d'un plumet blanc et de plumes rouges. La veste blanche de l'habit est à parements bleu clair galonnés de jaune avec un collet rouge à galons de même couleur. Le gilet est en drap vert, avec coutures et galons jaunes. La ceinture est en toile blanche et le sarouel est rouge à bande jaune.
En plus du timbalier et des trompettes figurent deux tambours de basque, deux cymbaliers et deux chapeaux chinois. Dans les défilés, la musique est en tête de colonne, en principe dans l'ordre suivant : le timbalier suivi du brigadier-trompette, chef de musique, des trompettes et enfin des autres musiciens. Cet ordre est cependant discuté et il a été avancé par Pierre Benigni que le timbalier, au lieu d'être en avant des troupes, se tient devant les trompettes et le brigadier-trompette sur le flanc de ses musiciens, l'ensemble étant devancé par l'un des adjudants sous-officiers du corps. Bucquoy remarque néanmoins « qu'il s'agit là de formations de manœuvres ou de batailles » et que selon lui, pendant les parades, le chef trompette vient se placer devant les exécutants.

### Officiers

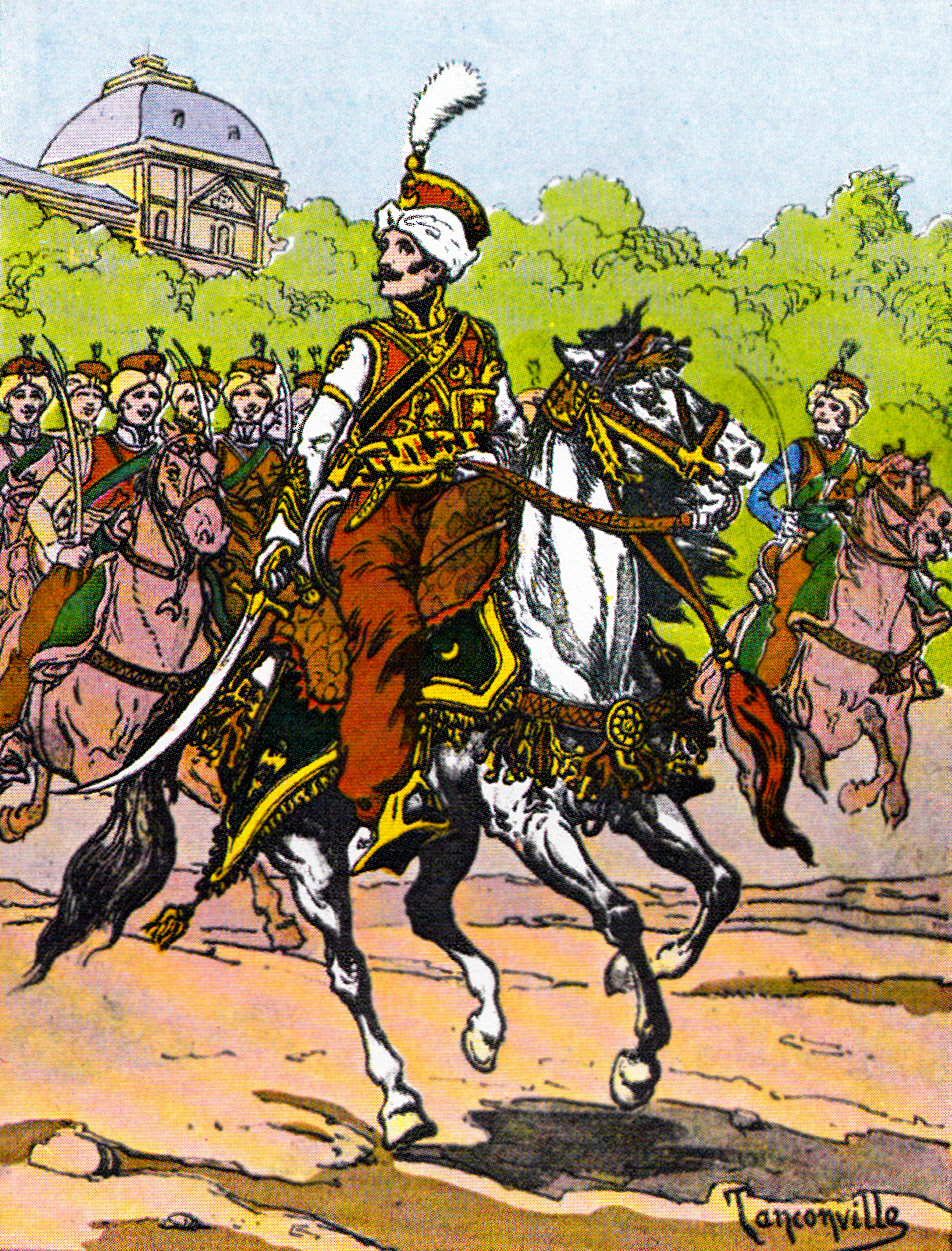
Le chef d'escadron Kirmann et ses mamelouks lors d'une parade, par l'illustrateur Tanconville.

#### Jusqu'en 1804
Un dessin d'Hoffmann, réalisé pendant les cérémonies du sacre de Napoléon, représente un officier des mamelouks dans une tenue héritée d'Égypte,. Il est coiffé d'un turban blanc autour d'un cahouk rouge, tous deux rayés de jaune. Le cahouk est surmonté d'une aigrette blanche, marque distinctive des officiers chez les Ottomans. Le béniche vert avec parements rehaussés d'argent est porté sous un yalek orange à manches courtes. Le sarouel est cramoisi, de même que les bottes.

#### 1805-1813

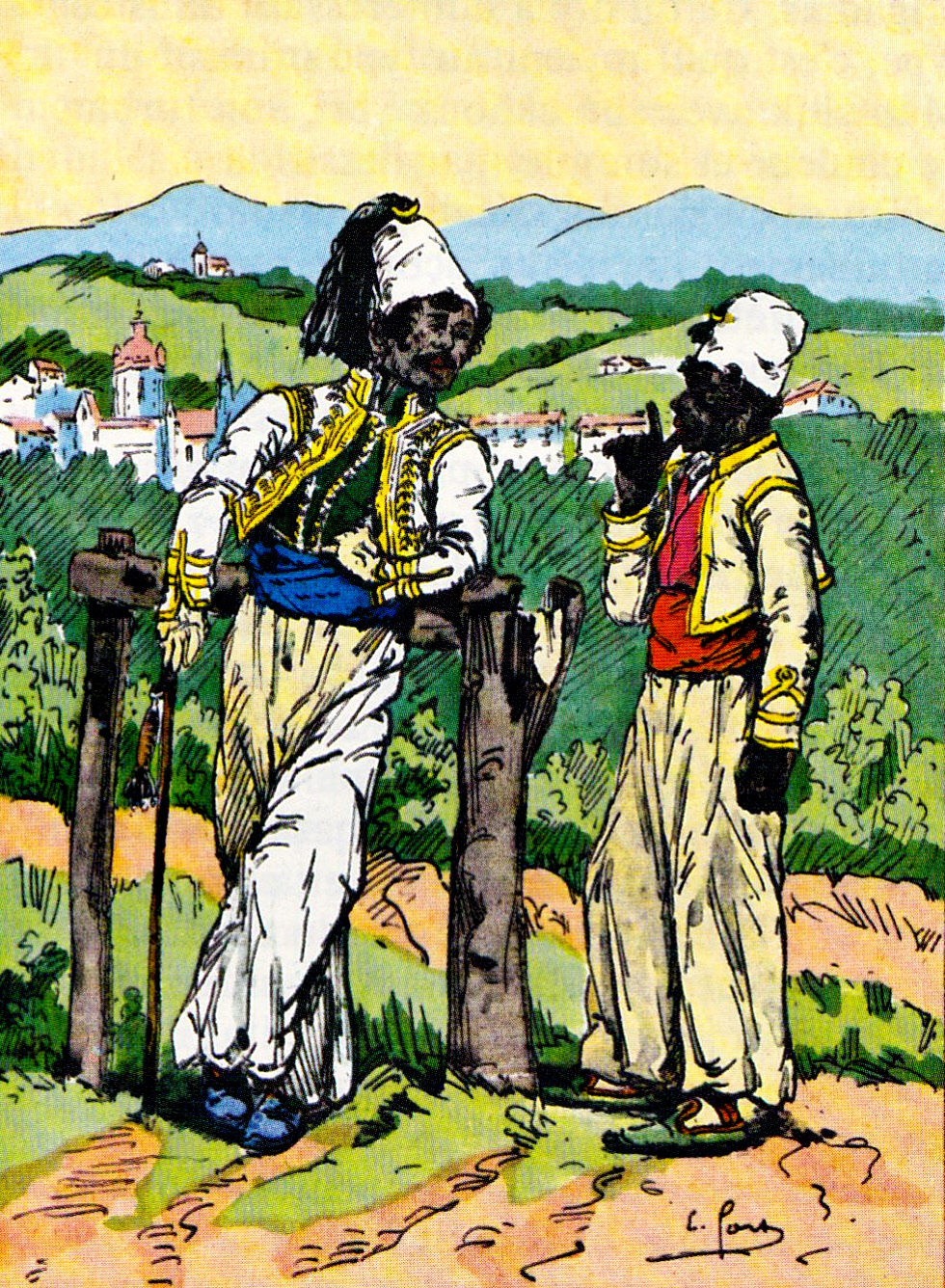
Officier des mamelouks et son domestique noir en tenues de cantonnement. Cette illustration d'Ernest Fort se rapporte à la venue de la compagnie en Espagne, en 1808.

À partir de cette période, les tenues des officiers du corps arborent de nombreuses décorations, principalement le long des manches, sur le gilet et sur la veste. En outre, beaucoup d'officiers s'éloignent des prescriptions réglementaires pour confectionner des uniformes à leur goût, ainsi que le note le commandant Bucquoy : « la fantaisie y était extrême, autant pour les couleurs des étoffes que pour la forme des broderies. On rencontre beaucoup de vestes de couleurs très claires, blanche, crème ou rayée et les étoffes employées à la confection de la plus grande partie de l'uniforme étaient toutes de soie ».

#### Après 1813
En 1813, comme tout le reste du corps, les officiers disposent d'une tenue à la française en plus des vêtements orientaux. Les caractéristiques de ce nouvel uniforme sont mentionnées dans le Tarif des matières, qui indique l'ensemble des effets devant être fourni au mamelouk lors de son entrée au corps. Le costume français pour les officiers comprend donc un bicorne noir, une pelisse en drap bleu avec bordure noire en agneau et galons, cordons, soutaches, tresses et olive jaunes. Le pantalon est bleu, et les bottes sont noires avec gland et bordure jaunes. La petite tenue à la française comporte quant à elle un bonnet de police bleu galonné de jaune, avec une flamme rouge passepoilée d'or à laquelle pend un gland jaune. L'habit est une redingote en drap bleu impérial avec épaulette et aiguillette jaune. Les parements et les passepoils sont rouges, et chaque basque de la redingote est ornée de deux croissants. Le pantalon basané est bleu avec une bande rouge garnie d'une rangée de boutons.

## Armement

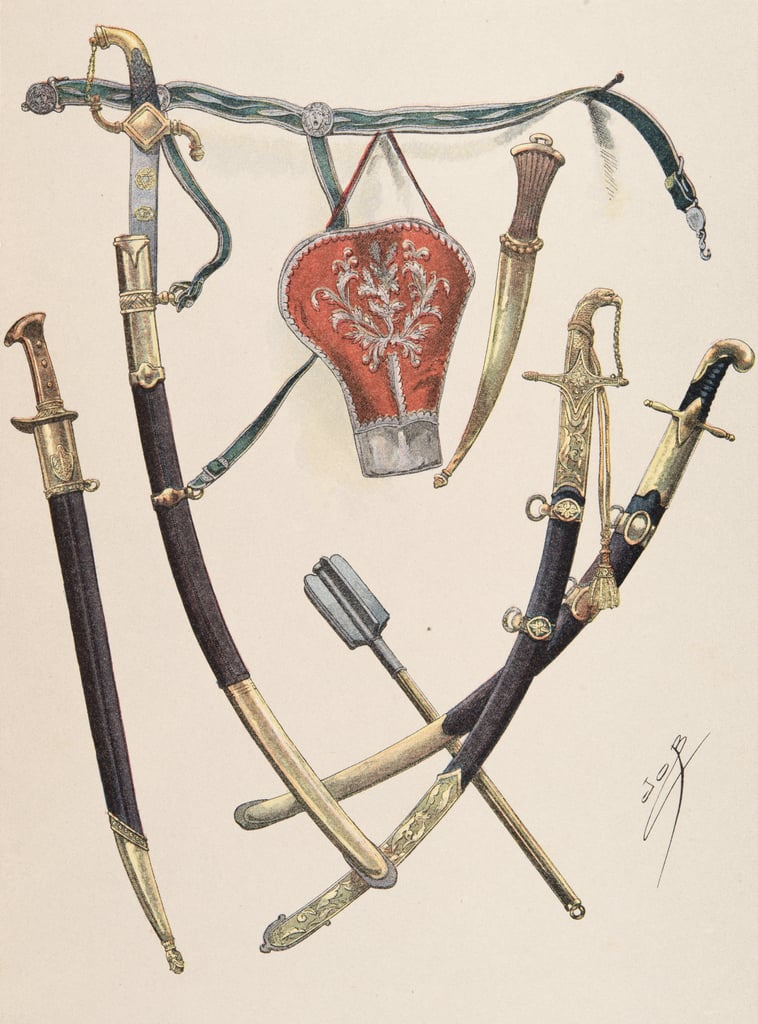
Armes à l'orientale, par Job. On distingue, outre plusieurs modèles de sabres, une masse d'armes, un poignard et un kobourg (étui à pistolets).

Qualifié d'« arsenal ambulant » par le spécialiste Christian Ariès, l'armement des mamelouks fait l'objet d'un arrêté du 1er avril 1802, qui prescrit les armes à distribuer au corps. Certains mamelouks amènent en France leurs propres armes égyptiennes et les conservent. Les armes fabriquées, ensuite, en France, par la manufacture de Versailles, restent inspirées par le style oriental (cimeterre, poignard, tromblon, etc.). Ils sont aussi dotés d'une cartouchière et d'un baudrier en maroquin rouge ou vert. Néanmoins, en campagne, les mamelouks s’équipent régulièrement avec l’équipement standard de la cavalerie française.

### Armes blanches
Elles comprennent un sabre à la mamelouk, un poignard, une masse d'armes et une lance auxquels s'ajoute une hache dont la distribution au corps par la manufacture de Versailles est attestée. Toutefois, le commandant Bucquoy précise que ces objets ne sont pas tous réalisés, distribués ou utilisés à la même période et que la création d'une compagnie de lanciers est abandonnée. Le sabre recourbé « à la mamelouk » est suspendu à la ceinture par des cordons, et sa lame est l'une des rares pièces de l'armement, avec celle du poignard, à ne pas être délivrée par la manufacture de Versailles. Le poignard est rangé dans un fourreau en cuivre. La masse d'armes, davantage portée à la parade qu'en campagne, disparaît entre 1809 et 1812, de même que la hache. Le commandant Bucquoy remarque à ce sujet « que souvent ceux qui portaient la hache, ne portaient pas la masse ».

### Armes à feu
Elles comprennent une carabine, un tromblon, deux paires de pistolets dont une de ceinture et une poire à poudre. Le tromblon octroyé aux mamelouks, long de 790 mm, pesant 2,35 kg et fabriqué à 73 exemplaires, est surtout en usage avant 1809, puis il est progressivement délaissé au profit de la carabine. Cette dernière, longue d'environ 1 m et pesant 3,45 kg, est du modèle 1793 et provient de la manufacture de Versailles. Elle est similaire au modèle en vigueur dans l'infanterie, et, de ce fait, mal adaptée à la cavalerie à cause des précautions d'emploi. Les pistolets dits « de ceinture », portés dans le kobourg (fonte ou étui où se rangent les pistolets), sont légèrement plus courts que le modèle d'arçon. Ceux des officiers ont un canon plus petit, rendant l'arme plus légère que leur pistolet d'arçon. Les pistolets d'arçon des officiers sont plus longs et comportent davantage de bois que ceux utilisés par la troupe. Ce sont aussi les armes les plus chères de l'unité dont le coût avoisine 150 francs.

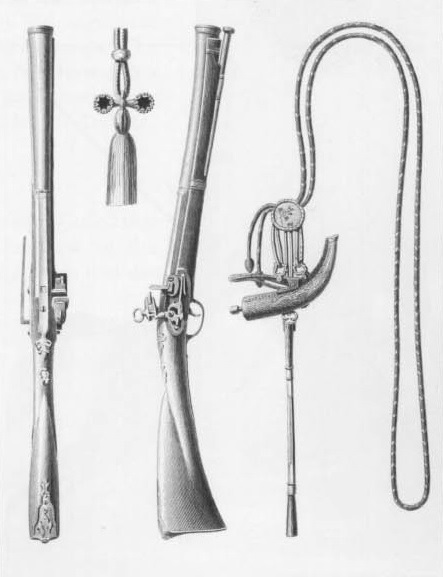
Tromblon de mamelouk. Dessin publié dans la Description de l'Égypte.
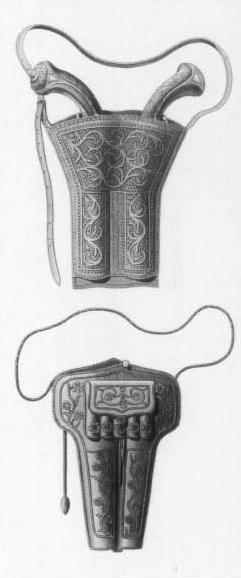
Kobourgs de mamelouk. Dessin publié dans la Description de l'Égypte.

## Harnachement

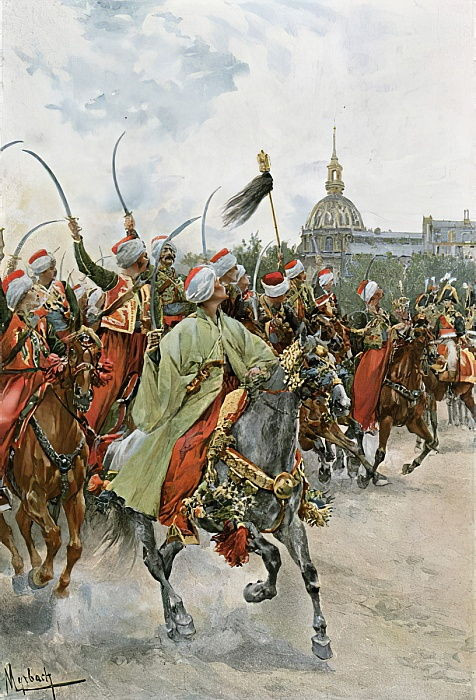
Les mamelouks de la Garde impériale lors d'une parade. Le cheval au premier plan porte un harnachement à la turque. Illustration de Felician Myrbach.

En 1805, la selle des mamelouks est réglementée et arbore une chabraque en drap vert avec un galon cramoisi, passepoilé de blanc et bordé de franges à alternance blanches et cramoisies,. Le troussequin est dans le style oriental, mais le portemanteau vert, avec un galon cramoisi et un passepoil blanc sur les deux faces, est du modèle français. La chabraque des trompettes est identique à celle de la troupe, seul le portemanteau diffère par l'organisation des couleurs, drap cramoisi avec passepoils vert et blanc. Les étriers arabes, en métal gris ou or, font aussi office d'éperons grâce à leurs extrémités pointues.
Pour la chabraque réglementaire des officiers, le galon doré et les franges dorées sont adoptés en lieu et place de la distinctive cramoisie. Des fantaisies sont néanmoins permises, et ainsi, certains gradés s'équipent soit à la façon de la cavalerie légère, avec la chabraque en peau de bête, soit à l'orientale, sans chabraque.

## Étendards et fanions
Le 18 décembre 1805, pour s'être faits remarquer à Austerlitz en chargeant la cavalerie russe, les mamelouks se voient décerner une aigle par Napoléon Ier, et le lieutenant Pierre Mérat est nommé porte-étendard de la compagnie. Cette aigle, réalisée par les établissements Thomire et Chaillot, est du modèle 1804 et porte à l'avers l'inscription « L'Empereur des Français à la compagnie des Mameluks de la Garde impériale » et au revers la devise « Valeur et Discipline ». Un décret du 15 avril 1806 ajoute à la compagnie quatre porte-queue, affectés à la garde du drapeau. Ces emblèmes mesurent 2,70 m et disposent d'une hampe en cuivre ornée de losanges ; la queue de cheval, fixée sur la hampe, est surmontée de deux grandes pommes en cuivre et d'une boule plus petite. Les queues de cheval arborent plusieurs couleurs : deux d'entre elles sont noires, l'une est rouge et la dernière est jaune.
En décembre 1811, le lieutenant Jean-François Fonnade remplace Mérat en tant que porte-étendard, et occupe ce poste jusqu'en août 1815. En 1813, les mamelouks reçoivent un nouvel étendard tricolore. L'avers porte l'inscription « Garde Impériale - L'Empereur Napoléon à l'escadron des Mameluks », et le revers mentionne la liste des batailles et des capitales prises : « Ulm, Austerlitz, Jéna, Eylau, Friedland, Eckmühl, Essling, Wagram, Smolensk, La Moskowa, Vienne, Berlin, Madrid, Moscou ». Par ailleurs, le commandant Bucquoy note que les mamelouks ont probablement fait les campagnes d'Allemagne et de France avec un fanion de campagne. Ce fanion en velours cramoisi présente une face décorée d'une aigle couronnée en argent, avec en haut une banderole avec l'inscription « Garde Impériale », et en bas une même banderole avec les mots « Escadron de Mameluks ». Les angles sont ornés d'un croissant et d'une étoile en fil d'argent, et sur chaque côté de l'aigle est inscrit la lettre « N ». L'autre face arbore des décorations végétales en argent, avec au centre les noms de batailles « Ulm, Austerlitz, Iéna, Eylau, Friedland, Eckmühl, Essling, Wagram ».

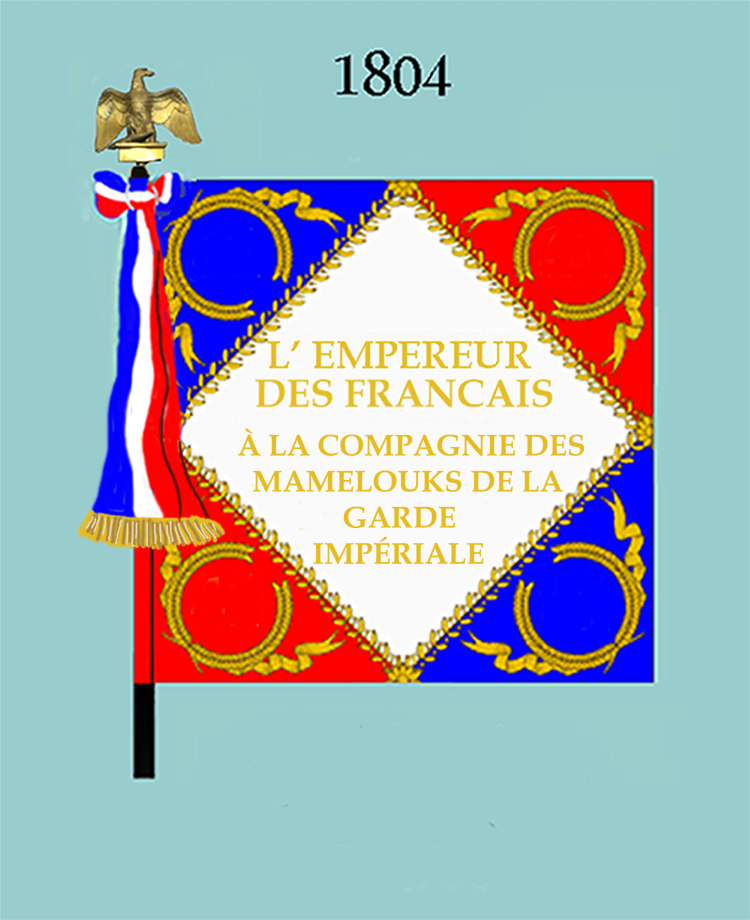
Étendard de la compagnie des mamelouks de 1804 à 1813 (avers).
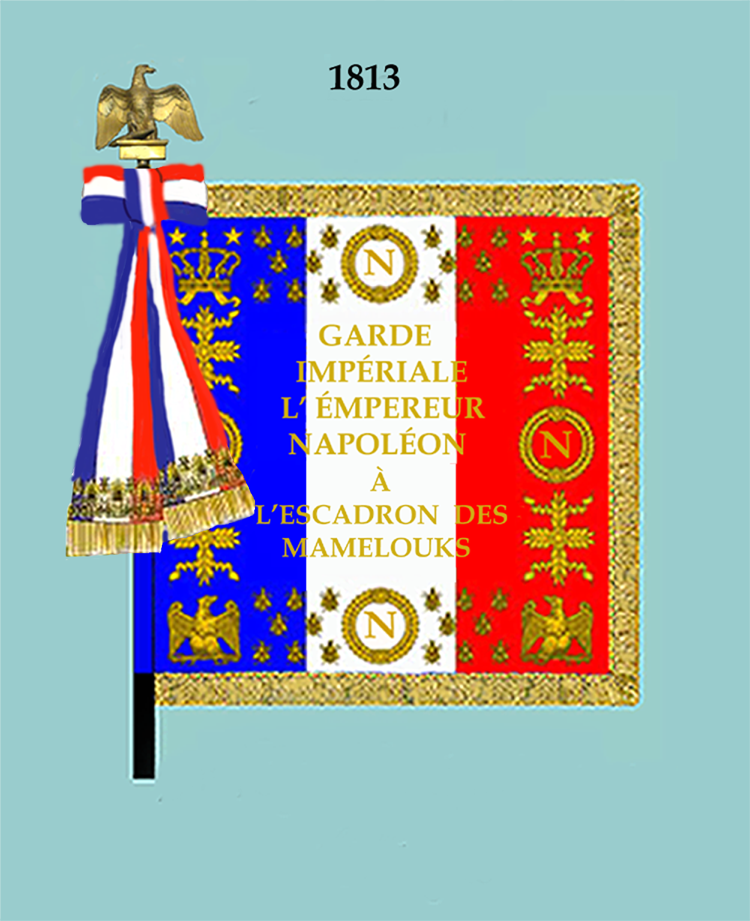
Étendard de l'escadron des mamelouks de 1813 à 1815 (avers).